# Хюттнер, Иоганн Баптист
Иоганн Баптист Хюттнер или Иоганн Непомук Хюттнер (нем. Johann Baptist Hüttner; 1 января 1793, Грац — 23 мая 1839, Прага) — австрийский виолончелист и педагог.

## Биография
Работал в театрах Пешта и Лемберга. В 1820 г. совершил большое концертное турне по Польше и России. С 1822 г. в Праге, преподавал в Пражской консерватории и играл первую виолончель в Пражской опере. Вильгельм Йозеф фон Вазилевски в фундаментальном обзоре «Виолончель и её история» (1888) давал высокую оценку его игре, особенно в медленных темпах, и мастерству ансамблевого исполнителя (Хюттнер играл в квартете под руководством Ф. В. Пиксиса).
Учениками Хюттнера были, в частности, Зельмар Багге и Франц Хегенбарт.